# Teen Choice Awards 2009
Teen Choice Awards 2009 byly udělovány dne 9. srpna 2009 v Gibson Amphitheatre v Kalifornii. Předávání moderovali Jonas Brothers, kteří v průběhu večera i vystoupili.

## Vystupující
- Jonas Brothers
- The Black Eyed Peas
- Miley Cyrus
- Sean Kingston
- Ivanna Rohashko

## Ocenění
Výherci jsou označeni tučně.

### Film
| Akční film | Dramatický film |
| --- | --- |
| - Rychlí a zběsilí - Star Trek - 96 hodin - Terminator Salvation - X-Men Origins: Wolverine | - Andělé a démoni - Podivuhodný případ Benjamina Buttona - Posedlá - Milionář z chatrče - Twilight sága: Stmívání |
| Romantický film | Parťácký film |
| - Austrálie - Báječný svět shopaholiků - Až tak moc tě nežere - Sesterstvo putovních kalhot 2 - Twilight sága: Stmívání | - Kámoš k pohledání - Marley a já - Travička zelená - Velcí bratři - Tropická bouře |
| Komedie | Horror/Thriller |
| - Pařba ve Vegas - Země ztracených - Noc v muzeu 2 - Policajt ze sámošky - Yes Man | - Stáhni mě do pekla - Pátek třináctého - The Haunting of Molly Hartley - Karanténa - Nezvaná |
| Hudební film | Výbuch vzteku |
| - Hannah Montana - Muzikál ze střední 3: Maturitní ročník - Jonas Brothers: 3D Koncert - Rande na jednu noc - Steppin: The Movie | - Jim Carrey - Yes Man - Miley Cyrus - Hannah Montana - Robert Downey Jr. - Tropická bouře - Kate Hudson - Válka nevěst - Hugh Jackman - X-Men Origins: Wolverine |
| Herec: Drama | Herečka: Drama |
| - Hugh Jackman - Austrálie - Dev Patel - Milionář z chatrče - Robert Pattinson - Twilight sága: Stmívání - Brad Pitt - Podivuhodný případ Benjamina Buttona - Channing Tatum - Život je boj                                                                                       | - Angelina Jolie - Výměna - Nicole Kidman - Austrálie - Beyoncé Knowles - Posedlá - Freida Pinto - Milionář z chatrče - Kristen Stewart - Twilight sága: Stmívání |
| Herec: Akce | Herečka: Akce |
| - Christian Bale - Terminator Salvation - Hugh Jackman - X-Men Origins: Wolverine - Dwayne Johnson - Útěk na Horu čarodějnic - Shia LaBeouf - Oko dravce - Paul Walker - Rychlí a zběsilí                                                                                         | - Malin Åkerman - Strážci – Watchmen - Jordana Brewster - Rychlí a zběsilí - Bryce Dallas Howard - Terminator Salvation - Mila Kunis - Max Payne - Zoe Saldana - Star Trek |
| Herec: Komedie | Herečka: Komedie |
| - Jim Carrey - Yes Man - Zac Efron - Znovu 17 - Will Ferrell - Země ztracených - Seth Rogen - Zevlovat a prudit & Travička zelená - Ben Stiller - Noc v muzeu 2 & Tropická bouře                                                                                                  | - Amy Adams - Noc v muzeu 2 - Jennifer Aniston - Marley a já & Až tak moc tě nežere - Isla Fisher - Báječný svět shopaholiků - Anne Hathawayová - Válka nevěst - Kate Hudson - Válka nevěst                                                                                     |
| Herec: hudební film | Herečka: hudební film |
| - Corbin Bleu - Muzikál ze střední 3: Maturitní ročník - Michael Cera - Rande na jednu noc - Jason Earles - Hannah Montana - Zac Efron - Muzikál ze střední 3: Maturitní ročník - Lucas Till - Hannah Montana                                                                     | - Miley Cyrus - Hannah Montana - Kat Dennings - Rande na jednu noc - Vanessa Hudgens - Muzikál ze střední 3: Maturitní ročník - Amy Smart - Láska a tanec - Ashley Tisdale - Muzikál ze střední 3: Maturitní ročník                                                             |
| Zloduch | Rvačka |
| - Hank Azaria - Noc v muzeu 2 - Eric Bana - Star Trek - Cam Gigandet - Twilight sága: Stmívání - Ken Jeong - Pařba ve Vegas - Liev Schreiber - X-Men Origins: Wolverine | - Anne Hathawayová vs. Kate Hudson - Válka nevěst - Hugh Jackman a Liev Schreiber vs. Weapon XI - X-Men Origins: Wolverine - Beyoncé Knowles vs. Ali Larter - Posedlá - Robert Pattinson vs. Cam Gigandet - Twilight sága: Stmívání - Chris Pine vs. Zachary Quinto - Star Trek |
| Mužská svěží tvář | Ženská svěží tvář |
| - Taylor Kitsch - X-Men Origins: Wolverine - Taylor Lautner - Twilight sága: Stmívání - Dev Patel - Milionář z chatrče - Chris Pine - Star Trek - Sam Worthington - Terminator Salvation                                                                                          | - Lynn Collins - X-Men Origins: Wolverine - Ashley Greene - Twilight sága: Stmívání - Emily Osment - Hannah Montana: The Movie - Freida Pinto - Milionář z chatrče - Nikki Reed - Twilight sága: Stmívání                                                                       |
| Polibek | Rockstar moment |
| - Miley Cyrus a Lucas Till - Hannah Montana: The Movie - Vanessa Hudgens a Zac Efron - Muzikál ze střední 3: Maturitní ročník - Freida Pinto a Dev Patel - Milionář z chatrče - Kristen Stewart a Robert Pattinson - Twilight sága: Stmívání - Owen Wilson a Marley - Marley a já | - Jim Carrey - Yes Man - Zac Efron - Znovu 17 - Anne Hathawayová - Válka nevěst - Paul Rudd a Jason Segel - Kámoš k pohledání - Mike Tyson, Bradley Cooper, Ed Helms a Zach Galifianakis - Pařba ve Vegas                                                                       |

### Televize
| Dramatický pořad | Akční pořad |
| --- | --- |
| - 90210: Nová generace - Super drbna - Chirurgové - Dr. House - The Secret Life of the American Teenager | - 24 hodin - Hrdinové - Ztraceni - Smallville - Terminátor: Příběh Sáry Connorové |
| Komedie | Animovaný pořad |
| - Hannah Montana - Jak jsem poznal vaši matku - iCarly - Kancl - Ošklivka Betty | - Americký táta - Griffinovi - Simpsonovi - Městečko South Park - Spongebob v kalhotách |
| Reality show | Reality soutěžní pořad |
| - The Hills - Jon a Kate plus 8 - Kathy Griffin: My Life on the D-List - Držte krok s Kardashians - Fantasy Factory | - Randy Jackson uvádí: Nejlepší Americká Dance Crew - Amerika hledá topmodelku - American Idol - The Bachelor - Dancing with the Stars                                                                                    |
| Herec: Drama | Herečka: Drama |
| - Penn Badgley - Super drbna - Ken Baumann - The Secret Life of the American Teenager - Chace Crawford - Super drbna - Joshua Jackson - Hrance nemožného - Dustin Milligan - 90210: Nová generace                                                 | - Minka Kelly - Světla páteční noci - Blake Lively - Super drbna - Leighton Meesterová - Super drbna - Olivia Wildeová - Dr. House - Shailene Woodley - The Secret Life of the American Teenager                          |
| Herec: Akční seriál | Herečka: Akční seriál |
| - Thomas Dekker - Terminátor: Příběh Sáry Connorové - Matthew Fox - Ztraceni - Josh Holloway - Ztraceni - Milo Ventimiglia - Hrdinové - Tom Welling - Smallville                                                                                  | - Kristen Bellová - Hrdinové - Summer Glau - Terminátor: Příběh Sáry Connorové - Kristin Kreuk - Smallville - Ali Larter - Hrdinové - Hayden Panettiere - Hrdinové                                                        |
| Herec: Komedie | Herečka: Komedie |
| - Steve Carell - Kancl - Neil Patrick Harris - Jak jsem poznal vaši matku - Jonas Brothers - JONAS - Charlie Sheen - Dva a půl chlapa - Jerry Trainor - iCarly                                                                                    | - Miranda Cosgroveová - iCarly - Miley Cyrus - Hannah Montana - America Ferrera - Ošklivka Betty - Jenna Fisher - Kancl - Eva Longoria - Zoufalé manželky                                                                 |
| Televizní osobnost | Průlomový pořad |
| - Tyra Banks - Amerika hledá topmodelku - Simon Cowell - American Idol - Lil Mama - Randy Jackson uvádí: Nejlepší Americká Dance Crew - Mario Lopez - Randy Jackson uvádí: Nejlepší Americká Dance Crew - Ryan Seacrest - American Idol / E! News | - 90210: Nová generace - Hranice nemožného - Glee - JONAS - The Secret Life of the American Teenager |
| Průlomová hvězda: Muž | Průlomová hvězda: Žena |
| - Frankie Jonas - JONAS - Daren Kagasoff - The Secret Life of the American Teenager - Danny McBride - Nahoru a dolů - Cory Monteith - Glee - Tristan Wilds - 90210: Nová generace                                                                 | - Demi Lovato - Sonny ve velkém světě - AnnaLynne McCord - 90210: Nová generace - Lea Michele - Glee - Chelsea Staub - JONAS - Anna Torv - Hranice nemožného                                                              |
| Mužská hvězda reality show | Ženská hvězda reality show |
| - Kris Allen - American Idol - Rob Dyrdek - Fantasy Factory - Brody Jenner - Bromance - Adam Lambert - American Idol - Ryan Sheckler - Život Ryana                                                                                                | - Teyona Anderson - Amerika hledá topmodelku - Lauren Conrad - The Hills - Paris Hilton - Paris Hilton: Moje nová nejlepší kamarádka - Shawn Johnson - Dancing with the Stars - Kim Kardashian - Držte krok s Kardashians |
| Zloduch | Parťák |
| - Spencer Pratt - The Hills - Zachary Quinto - Hrdinové - Michael Rosenbaum - Smallville - Ed Westwick - Super drbna - Vanessa Williams - Ošklivka Betty                                                                                          | - Jake T. Austin - Kouzelníci z Waverly - Allison Mack - Smallville - Jennette McCurdy - iCarly - Emily Osment - Hannah Montana - Michael Urie - Ošklivka Betty                                                           |
| Rodičovské spojení | |
| - Billy Ray Cyrus - Hannah Montana - Rob Estes a Lori Loughlin - 90210: Nová generace - Tony Plana - Ošklivka Betty - Molly Ringwald a Mark Derwin - The Secret Life of the American Teenager - Matthew Settle - Super drbna                      | |

### Hudba
| Nejlepší skladba | Nejlepší hudební spolupráce |
| --- | --- |
| - „My Life Would Suck Without You" - Kelly Clarkson - „The Climb" - Miley Cyrus - „Poker Face" - Lady Gaga - „Hot N Cold" - Katy Perry - „Circus" - Britney Spears                                                            | - Ciara feat. Justin Timberlake - „Love Sex Magic" - Lady Gaga feat. Colby O’Donis - „Just Dance" - Jason Mraz feat. Colbie Caillat - „Lucky" - Soulja Boy Tell 'Em feat. Sammie - „Kiss Me Thru The Phone" - T.I. feat. Rihanna - „Live Your Life" |
| Zpěvák | Zpěvačka |
| - Lil Wayne - Jason Mraz - Ne-Yo - Soulja Boy - Kanye West | - Miley Cyrus - Lady Gaga - Katy Perry - Britney Spears - Taylor Swift |
| Rapový umělec | R&B umělec |
| - Bow Wow - Lil Wayne - Pitbull - Soulja Boy - Kanye West | - Beyoncé - Jamie Foxx - Jennifer Hudson - Ne-Yo - T-Pain |
| Rocková skupina | Průlomový umělec |
| - The All-American Rejects - Green Day - Kings of Leon - Linkin Park - Paramore | - David Archuleta - David Cook - Kid Cudi - Lady Gaga - Asher Roth |
| Píseň o lásce | R&B píseň |
| - „Crush" - David Archuleta - „Halo" - Beyoncé - „Lovebug" - Jonas Brothers - „How Do You Sleep" - Jesse McCartney - „Love Story" - Taylor Swift                                                                              | - „Single Ladies (Put A Ring On It)" - Beyoncé - „If This Isn’t Love" - Jennifer Hudson - „Mad" - Ne-Yo - „Kiss Me Thru The Phone" - Soulja Boy Tell 'Em feat. Sammie - „Love Lockdown" - Kanye West                                                |
| Rapová/Hip-Hopová píseň | Rocková píseň |
| - „Boom Boom Pow" - The Black Eyed Peas - „Right Round" - Flo Rida - „I Know You Want Me (Calle Ocho)" - Pitbull - „I Love College" - Asher Roth - „Heartless" - Kanye West                                                   | - „Gives You Hell" - The All-American Rejects - „You Found Me" - The Fray - „Know Your Enemy" - Green Day - „Decode" - Paramore - „Sink Into Me" - Taking Back Sunday                                                                               |
| Album od zpěváka | Album od zpěvačky |
| - „David Cook" - David Cook - „Relapse" - Eminem - „Tha Carter III" - Lil Wayne - „We Sing, We Dance, We Steal Things" - Jason Mraz - „808s and Heartbreak" - Kanye West                                                      | - „I Am…Sasha Fierce" - Beyoncé - „The Fame" - Lady Gaga - „One of the Boys" - Katy Perry - „Fearless" - Taylor Swift - „Carnival Ride" - Carrie Underwood                                                                                          |
| Album skupiny | Soundtrack |
| - „When the World Comes Down" - The All-American Rejects - „The E.N.D." - The Black Eyed Peas - „21st Century Breakdown" - Green Day - „Lines, Vines and Trying Times" - Jonas Brothers - „Only by the Night" - Kings of Leon | - Super drbna - Hannah Montana - Muzikál ze střední 3: Maturitní ročník - Jonas Brothers: 3D Koncert - Twilight sága: Stmívání |
| Nejlepší turné | |
| - American Idol - Jonas Brothers - Demi Lovato / David Archuleta - Britney Spears - Taylor Swift | |

### Léto
| Letní dramatický film | Letní komedie |
| --- | --- |
| - Je to i můj život - Andělé a démoni - Orphan - Veřejní nepřátelé - Únos vlaku 1 2 3 | - Vzhůru do oblak - Bruno - Komici - Pařba ve Vegas - Rok jedna |
| Letní romantický film | Letní akční/dobrodružný film |
| - Návrh - Všude dobře, proč být doma - Miluji tě, Beth Cooperová - Můj život v ruinách - Chceš mě, chci tě | - Harry Potter a Princ dvojí krve - Star Trek - Terminator Salvation - Transformers: Pomsta poražených - X-Men Origins: Wolverine |
| Letní herec | Letní herečka |
| - Shia LaBeouf - Transformers: Pomsta poražených - Sacha Baron Cohen - Bruno - Bradley Cooper - Pařba ve Vegas - Johnny Depp - Veřejní nepřátelé - Ryan Reynolds - Návrh - Adam Sandler - Komici                   | - Megan Fox - Transformers: Pomsta poražených - Sandra Bullock - Návrh - Cameron Diaz - Je to i můj život - Katherine Heiglová - Chceš mě, chci tě - Hayden Panattiere - Miluji tě, Beth Cooperová - Ashley Tisdale - Příšerky z podkroví       |
| Letní televizní pořad | Ženská letní televizní hvězda |
| - Program na ochranu princezen - Make It or Break It - Paris Hilton: Moje nová nejlepší kamarádka - The Secret Life of the American Teenager - Umíte tančit?                                                       | - Selena Gomez - Program na ochranu princezen - Paris Hilton - Paris Hilton: Moje nová nejlepší kamarádka - Demi Lovato - Program na ochranu princezen - Anna Paquin - Pravá krev - Shailene Woodley - The Secret Life of the American Teenager |
| Mužská letní televizní hvězda | Letní píseň |
| - Daren Kagasoff - The Secret Life of the American Teenager - Ken Baumann - The Secret Life of the American Teenager - Adrian Grenier - Vincentův svět - George Lopez - Mr. Troop Mom - Stephen Moyer - Pravá krev | - Jonas Brothers feat. Miley Cyrus - „Before the Storm" - Sean Kingston - „Fire Burning“ - The Black Eyed Peas - „I Gotta Feeling“ - Pitbull - „I Know You Want Me (Calle Ocho)“ - Keri Hilson feat. Kanye West a Ne-Yo - „Kock You Down“       |

### Ostatní
| Sportovec | Sportovkyně |
| --- | --- |
| - David Beckham - Kobe Bryant - Roger Federer - Michael Phelps - Tiger Woods | - Shawn Johnson - Nastia Liukin - Danica Patrick - Kerri Walsh a Misty May Treanor - Serena Williams                                                 |
| Akční sportovec | Akční sportovkyně |
| - Paul Rodriguez (Skateboard) - Ryan Sheckler (Skateboard) - Kelly Slater (Surfing) - James Stewart (Motokros) - Shaun White (Snowboarding)                                                             | - Gretchen Bleiler (Snowboard) - Torah Bright (Snowboard) - Stephanie Gilmore (Surfing) - Lyn-Z Adams Hawkins (Skateboard) - Carissa Moore (Surfing) |
| Krásný muž | Krásná žena |
| - Chace Crawford - Zac Efron - Jonas Brothers - Taylor Kitsch - Robert Pattinson | - Miley Cyrus - Megan Fox - Vanessa Hudgens - Beyoncé Knowles - Blake Lively                                                                         |
| Mužská ikona červeného koberce | Ženská ikona červeného koberce |
| - Zac Efron - Jonas Brothers - Adam Lambert - Justin Timberlake - Kanye West | - Rachel Bilson - Miley Cyrus - Selena Gomez - Demi Lovato - Eva Longoria                                                                            |
| Komik | Ekologický aktivista |
| - Dane Cook - Kathy Griffin - George Lopez - Amy Poehlerová - Andy Samberg | - Leonardo DiCaprio - Angelina Jolie - Hayden Panettiere - Brad Pitt - Natalie Portman                                                               |
| Oblíbený domácí mazlíček celebrity | Videohra |
| - Bo (pes Obamových) - Kitty Purry (kočka Katy Perry) - Matzo Ball (buldog Adama Sandlera) - Shadow (pudl Vanessy Hudgens) - Vida Blue (čivava Ashtona Kutchera)                                        | - Grand Theft Auto IV - Guitar Hero: Metallica - Madden NFL '09 - Mortal Kombat vs. DC Universe - Rock Band 2                                        |
| Oblíbené dítě celebrity | |
| - Harlow (Nicole Richie a Joel Madden) - Honor Marie (Jessica Alba a Cash Warren) - Seraphina (Jennifer Garnerová a Ben Affleck) - Sunny (Adam a Jackie Sandler) - Zuma (Gwen Stefani a Gavin Rossdale) | |